# 室蘭本線
室蘭本線（日语：／ Muroran honsen */?）是屬於北海道旅客鐵道（JR北海道）的鐵道路線（幹線）。
此線由北海道山越郡長萬部町的長萬部站開始，途經室蘭市、苫小牧市等連結至岩見澤市的岩見澤站，除本線外，另有由室蘭市的東室蘭站至室蘭站的支線。

## 概要
此線是一條長萬部站與岩見澤站的兩端都與函館本線接續的路線，長萬部站－苫小牧站間沿海行走，苫小牧站－岩見澤站間則在內陸部分行走。
現時沒有通行全線的旅客列車。長萬部站起至與千歲線接續的沼之端站之間是很多札幌站發着的特急列車途經的路段，是札幌市與函館市連結動脈的一部分。當中室蘭站－東室蘭站－沼之端站間已經交流電氣化。另一方面，沼之端站－岩見澤站沒有優等列車運行，只作為地區輸送的中心。日本貨物鐵道（JR貨物）的貨物列車除支線外全線運行。
線內的白老站－沼之端站間28.736公里的路段是日本最長的鐵路直線路段（有轉轍器附帶曲線等，該段軌道不一定是直線）。
苫小牧站－沼之端站間與千歲線一同是IC乘車卡「Kitaca」的使用範圍。
此線為日本國有鐵道最後一條使用蒸汽機車牽引定期班車的路線，於1975年12月14日行駛末班車。

## 歷史
本線最初由北海道炭礦鐵道建設，於1892年開通室蘭 (初代，現東室蘭站) - 岩見澤區間，1897年室蘭 (2代) - 室蘭 (初代)區間通車室蘭站 (初代)改名輪西站。1906年依鐵道國有法國有化，1909年將室蘭 (2代) - 岩見澤路線定名為室蘭本線。
1923年長萬部 - 輪西的長輪線部分路段--長萬部 - 靜狩開業，1925年輪西 - 伊達紋別開業，稱為長輪東線，長萬部 - 靜狩則稱為長輪西線，1928年長輪線全通，今日室蘭本線全線通車。1931年長輪線編入室蘭本線。
1928年長輪線全通後，由函館 - 稚內，連接青函渡輪與稚泊渡輪的列車，由函館本線改為行駛長輪線、室蘭本線，且不經過札幌，1937年改回行駛函館本線。由此開始函館本線與室蘭本線展開優等列車之爭，函館本線距離短，但坡度大，室蘭本線坡度小，室蘭本線全線被編為經路特定區間，中途不下車則票價按函館本線計算，直到1958年。
戰後由於小樽地區沒落、室蘭地區工業化崛起，北海道中心轉移至札幌，室蘭本線、千歲線線路改良，取代函館本線，1961年北海道最初的特急列車第一代大空號列車便取道室蘭本線、千歲線，室蘭本線、千歲線長萬部 - 札幌中途不下車，則票價按函館本線計算。之後北海道新開的優等列車都取道室蘭本線、千歲線，到1986年北海號停止運營，函館本線長萬部 - 札幌間的優等列車全部廢止，同區間所有優等列車都經由室蘭本線、千歲線運營，但採用函館本線計算票價直到1994年才廢止。
另外1960年代制定動力近代化計畫，即電氣化計畫，但由於煤炭輸送量減少，線路重要性降低，室蘭本線電氣化僅完成室蘭－沼之端區間，東室蘭 - 長万部雖有大量特急、貨物列車，至今仍為非電氣化鐵路。

## 路線資料
- 管轄（事業類別）、路段（營業距離）
  - 北海道旅客鐵道（第一種鐵道事業者）
    1. 長萬部站－追分站－岩見澤站間 211.0公里
    2. 東室蘭站－室蘭站間 7.0公里
      - 長萬部站－禮文站間由北海道旅客鐵道函館支社（日语：北海道旅客鉄道函館支社）管轄，大岸站－岩見澤站間與東室蘭站－室蘭站間由本社鐵道事業本部（日语：北海道旅客鉄道鉄道事業本部）管轄。

  - 日本貨物鐵道（第二種鐵道事業者）
    1. 長萬部站－追分站－岩見澤站間（211.0公里）
- 站數：49個（包括起終點站）[注釋 1]
  - 旅客站：47個
  - 貨物站：2個（旅客併設站除外）
- 信號場數：1個
- 軌距：1,067毫米（窄軌）
- 複線路段：合計176.7公里（單線、複線之別參見車站列表）
  - 長萬部站－洞爺站間 41.5公里
  - 有珠站－長和站間 4.9公里
  - 稀府站－三川站間 118.2公里
  - 由仁站－栗山站間 5.1公里
  - 東室蘭站－室蘭站間 7.0公里
- 電氣化路段：室蘭站－沼之端站間 74.9公里（交流電20,000 V、50 Hz）
- 閉塞方式：自動閉塞式（CTC、PRC（日语：自動進路制御装置））
- 最高速度：
  - 120公里/小時（長萬部站－沼之端站[報道 1][報道 2]）
  - 95公里/小時（室蘭站－東室蘭站）
  - 85公里/小時（沼之端站－岩見澤站）
- 保安裝置：
  - ATS-DN …東室蘭站－沼之端站間
  - ATS-SN …上記以外的路段

## 運行形態

### 特急列車
長万部 - 沼之端為札幌 - 函館間特急列車行駛路線，該區間有札幌 - 函館間每日11往復的北斗號列車，以及札幌 - 室蘭間每日6往復的鈴蘭號列車經過，鈴蘭號在東室蘭 - 室蘭區間以各站皆停的普通列車行式運轉，補充東室蘭 - 室蘭區間各站的服務。
沼之端 - 岩見澤區間雖然不是特急列車行駛路線，但與石勝線交會的追分站停靠經石勝線的特急列車，包括部分大空號，以及所有十勝號特急列車。
特急列車使用車輛如下：
- 鈴蘭號：789系1000番台、785系電聯車
- 北斗號：Kiha 261系、Kiha 281系柴聯車

### 普通列車

#### 長万部 - 東室蘭
長万部 - 東室蘭設有運行全區間的直通列車，以及在豐浦或伊達紋別 - 東室蘭運行的區間列車，部分列車在東室蘭轉向開往室蘭。除小幌站外普通列車各站均停，早晨有2班列車越過東室蘭繼續向東。

#### 室蘭 - 苫小牧
室蘭 - 苫小牧區間可以分為室蘭 - 東室蘭的支線區間，以及東室蘭 - 苫小牧的主線區間。室蘭 - 東室蘭間有部分僅在區間內運行的列車，也有直通至登別，或在東室蘭轉向往長萬部方向伊達紋別站的列車。另外特急鈴蘭號在東室蘭 - 室蘭區間以普通列車行式運轉，補充區間各站的服務。
東室蘭 - 苫小牧間設有運行全區間的直通列車，以及東室蘭 - 登別和萩野・糸井 - 苫小牧的區間列車。越過苫小牧的列車有每小時1班的札幌 - 苫小牧直通列車，以及每日早上1班糸井 - 追分的列車。

#### 苫小牧 - 岩見澤
苫小牧 - 岩見澤區間曾是煤礦外運的重要路線，隨著採煤停止，重要性大幅降低。該區間的列車數量不多，除了苫小牧、沼之端有千歲線直通列車，以及追分站有石勝線列車停靠外，其餘車站大約2~3小時才有一班列車，直通至區間外的列車僅有每日早上1班岩見澤 - 糸井的列車。
部分貨物列車、團體專用列車、臨時列車為了縮短路程或避開札幌都市圈，也會使用本區間。2021年提出經過追分 - 岩見澤區間，開行新千歲機場 - 旭川不經過札幌的定期特急列車計畫。
室蘭本線普通列車的使用車輛包括：
- 特急列車用電聯車：789系1000番台、785系電聯車，鈴蘭號使用。
- 普通列車用電聯車：721系、731系、733系（日语：JR北海道733系電車）、735系（日语：JR北海道735系電車），僅用於與千歲線直通的列車，因此僅停靠苫小牧和沼之端站。
- 柴聯車：
  - Kiha 141系（日语：JR北海道キハ141系気動車），擔當室蘭 - 苫小牧普通列車。
  - Kiha 150型，擔當苫小牧 - 岩見澤普通列車，包括晨間1往復直通糸井的列車。
  - JR北海道H100型：擔當長万部 - 東室蘭、室蘭 - 苫小牧普通列車。

## 車站列表
- 站名 … （貨）：貨物專用站，◆、◇：貨物處理站（貨物專用站除外。◇是沒有定期貨物列車的發着）
- 停靠站
  - 普通…基本上停靠所有車站，一部分列車會通過小幌站（▽印）
  - 特急、急行…「北斗」「鈴蘭」等參見各列車條目
- 軌道 … ∥：複線路段，◇、｜：單線路段（◇可進行列車交會），∨：此起往下為單線，∧：此起往下為複線
- 所有車站都位於北海道內

### 本線
長萬部－沼之端間設有車站編號，但此處不按照車站編號順序，而是以長萬部站起往下行方向記述。車站編號的詳細資料參見「日本車站編號」。
| 電氣化／非電氣化 | 車站編號 | 中文站名         | 日文站名 | 英文站名 | 站間營業距離 | 累計營業距離 | 接續路線                                   | 軌道 | 所在地   | 所在地   | 所在地   |
| ---------------- | -------- | ---------------- | -------- | -------- | ------------ | ------------ | ------------------------------------------ | ---- | -------- | -------- | -------- |
| 非電氣化         | H47      | 長萬部           |          |          | -            | 0.0          | 北海道旅客鐵道：函館本線                   | ∥    | 渡島管內 | 山越郡   | 長万部町 |
| 非電氣化         | H46      | 靜狩             |          |          | 10.6         | 10.6         |                                            | ∥    | 渡島管內 | 山越郡   | 長万部町 |
| 非電氣化         | H45      | 小幌▽            |          |          | 6.9          | 17.5         |                                            | ∥    | 膽振管內 | 虻田郡   | 豐浦町   |
| 非電氣化         | H44      | 禮文             |          |          | 6.1          | 23.6         |                                            | ∥    | 膽振管內 | 虻田郡   | 豐浦町   |
| 非電氣化         | H43      | 大岸             |          |          | 4.1          | 27.7         |                                            | ∥    | 膽振管內 | 虻田郡   | 豐浦町   |
| 非電氣化         | H42      | 豐浦             |          |          | 8.4          | 36.1         |                                            | ∥    | 膽振管內 | 虻田郡   | 豐浦町   |
| 非電氣化         | H41      | 洞爺             |          |          | 5.4          | 41.5         |                                            | ∨    | 膽振管內 | 虻田郡   | 洞爺湖町 |
| 非電氣化         |          | 北入江信號場     |          | /        | -            | 44.5         |                                            | ◇    | 膽振管內 | 虻田郡   | 洞爺湖町 |
| 非電氣化         | H40      | 有珠             |          |          | 5.1          | 46.6         |                                            | ∧    | 膽振管內 | 伊達市   | 伊達市   |
| 非電氣化         | H39      | 長和             |          |          | 4.9          | 51.5         |                                            | ∨    | 膽振管內 | 伊達市   | 伊達市   |
| 非電氣化         | H38      | 伊達紋別         |          |          | 3.0          | 54.5         |                                            | ◇    | 膽振管內 | 伊達市   | 伊達市   |
| 非電氣化         | H37      | 北舟岡           |          |          | 2.9          | 57.4         |                                            | ◇    | 膽振管內 | 伊達市   | 伊達市   |
| 非電氣化         | H36      | 稀府             |          |          | 3.2          | 60.6         |                                            | ∧    | 膽振管內 | 伊達市   | 伊達市   |
| 非電氣化         | H35      | 黃金             |          |          | 4.5          | 65.1         |                                            | ∥    | 膽振管內 | 伊達市   | 伊達市   |
| 非電氣化         | H34      | 崎守             |          |          | 2.2          | 67.3         |                                            | ∥    | 膽振管內 | 室蘭市   | 室蘭市   |
| 非電氣化         |          | （貨）陣屋町     |          | /        | 2.4          | 69.7         |                                            | ∥    | 膽振管內 | 室蘭市   | 室蘭市   |
| 非電氣化         | H33      | 本輪西◆          |          |          | 3.0          | 72.7         |                                            | ∥    | 膽振管內 | 室蘭市   | 室蘭市   |
| 交流電           | H32      | 東室蘭           |          |          | 4.5          | 77.2         | 北海道旅客鐵道：室蘭本線（支線、室蘭方向） | ∥    | 膽振管內 | 室蘭市   | 室蘭市   |
| 交流電           |          | （貨）東室蘭     |          |          | 1.0          | 78.2         |                                            | ∥    | 膽振管內 | 室蘭市   | 室蘭市   |
| 交流電           | H31      | 鷲別             |          |          | 0.9          | 79.1         |                                            | ∥    | 膽振管內 | 登別市   | 登別市   |
| 交流電           | H30      | 幌別             |          |          | 7.7          | 86.8         |                                            | ∥    | 膽振管內 | 登別市   | 登別市   |
| 交流電           | H29      | 富浦             |          |          | 5.5          | 92.3         |                                            | ∥    | 膽振管內 | 登別市   | 登別市   |
| 交流電           | H28      | 登別             |          |          | 2.4          | 94.7         |                                            | ∥    | 膽振管內 | 登別市   | 登別市   |
| 交流電           | H27      | 虎杖濱           |          |          | 3.4          | 98.1         |                                            | ∥    | 膽振管內 | 白老郡   | 白老町   |
| 交流電           | H26      | 竹浦             |          |          | 4.8          | 102.9        |                                            | ∥    | 膽振管內 | 白老郡   | 白老町   |
| 交流電           | H25      | 北吉原           |          |          | 2.8          | 105.7        |                                            | ∥    | 膽振管內 | 白老郡   | 白老町   |
| 交流電           | H24      | 萩野◇            |          |          | 2.1          | 107.8        |                                            | ∥    | 膽振管內 | 白老郡   | 白老町   |
| 交流電           | H23      | 白老             |          |          | 5.8          | 113.6        |                                            | ∥    | 膽振管內 | 白老郡   | 白老町   |
| 交流電           | H22      | 社台             |          |          | 5.5          | 119.1        |                                            | ∥    | 膽振管內 | 白老郡   | 白老町   |
| 交流電           | H21      | 錦岡             |          |          | 6.3          | 125.4        |                                            | ∥    | 膽振管內 | 苫小牧市 | 苫小牧市 |
| 交流電           | H20      | 糸井             |          |          | 5.2          | 130.6        |                                            | ∥    | 膽振管內 | 苫小牧市 | 苫小牧市 |
| 交流電           | H19      | 青葉             |          |          | 2.2          | 132.8        |                                            | ∥    | 膽振管內 | 苫小牧市 | 苫小牧市 |
| 交流電           | H18      | 苫小牧           |          |          | 2.4          | 135.2        | 北海道旅客鐵道：日高本線                   | ∥    | 膽振管內 | 苫小牧市 | 苫小牧市 |
| 交流電           |          | （貨）苫小牧貨物 |          |          | 3.4          | 138.6        |                                            | ∥    | 膽振管內 | 苫小牧市 | 苫小牧市 |
| 交流電           |          | 沼之端           |          |          | 5.4          | 144.0        | 北海道旅客鐵道：千歲線                     | ∥    | 膽振管內 | 苫小牧市 | 苫小牧市 |
| 非電氣化         |          | 遠淺             |          |          | 8.9          | 152.9        |                                            | ∥    | 膽振管內 | 勇拂郡   | 安平町   |
| 非電氣化         |          | 早來             |          |          | 5.4          | 158.3        |                                            | ∥    | 膽振管內 | 勇拂郡   | 安平町   |
| 非電氣化         |          | 安平             |          |          | 5.7          | 164.0        |                                            | ∥    | 膽振管內 | 勇拂郡   | 安平町   |
| 非電氣化         | K15      | 追分             |          |          | 6.8          | 170.8        | 北海道旅客鐵道：石勝線                     | ∥    | 膽振管內 | 勇拂郡   | 安平町   |
| 非電氣化         |          | 三川             |          |          | 8.0          | 178.8        |                                            | ∨    | 空知管內 | 夕張郡   | 由仁町   |
| 非電氣化         |          | 古山             |          |          | 3.4          | 182.2        |                                            | ◇    | 空知管內 | 夕張郡   | 由仁町   |
| 非電氣化         |          | 由仁             |          |          | 4.2          | 186.4        |                                            | ∧    | 空知管內 | 夕張郡   | 由仁町   |
| 非電氣化         |          | 栗山             |          |          | 5.1          | 191.5        |                                            | ∨    | 空知管內 | 夕張郡   | 栗山町   |
| 非電氣化         |          | 栗丘             |          |          | 4.2          | 195.7        |                                            | ｜   | 空知管內 | 岩見澤市 | 岩見澤市 |
| 非電氣化         |          | 栗澤             |          |          | 3.9          | 199.6        |                                            | ｜   | 空知管內 | 岩見澤市 | 岩見澤市 |
| 非電氣化         |          | 志文             |          |          | 4.3          | 203.9        |                                            | ◇    | 空知管內 | 岩見澤市 | 岩見澤市 |
| 非電氣化         | A13      | 岩見澤           |          |          | 7.1          | 211.0        | 北海道旅客鐵道：函館本線                   | ∧    | 空知管內 | 岩見澤市 | 岩見澤市 |

- 追分站－三川站間通過千歲市內，但沒有在該市內設站。
- 遠淺－志文的各站（除追分站外）不設車站編號。

### 室蘭支線
- 全線複線、交流電氣化
- 所有列車停靠全部車站
- 所有車站都位於北海道（膽振管內）室蘭市內

| 車站編號 | 中文站名 | 日文站名 | 英文站名 | 站間營業距離 | 累計營業距離 | 接續路線                         |
| -------- | -------- | -------- | -------- | ------------ | ------------ | -------------------------------- |
| H32      | 東室蘭   |          |          | -            | 0.0          | 北海道旅客鐵道：室蘭本線（本線） |
| M33      | 輪西     |          |          | 2.3          | 2.3          |                                  |
| M34      | 御崎     |          |          | 1.9          | 4.2          |                                  |
| M35      | 母戀     |          |          | 1.7          | 5.9          |                                  |
| M36      | 室蘭     |          |          | 1.1          | 7.0          |                                  |

### 廢站
除了位於廢除路段內。括弧內是長萬部站起計的營業距離。
- 旭濱站：2006年（平成18年）3月18日廢除[報道 3]。長萬部站－靜狩站間（5.3公里）
- 鳥伏信號場（日语：鳥伏信号場）：1947年（昭和22年）11月1日廢除。小幌站－禮文站間（20.6公里）
- 豐泉站（日语：豊泉駅）：1968年（昭和43年）5月15日廢除[3][4]。大岸站－豐浦站間（30.9公里）
- 一本松信號所：1917年（大正6年）6月1日新設，1920年（大正9年）8月7日廢除。苫小牧站－沼之端站間
- 一本松臨時信號場：1961年（昭和36年）10月1日新設，1963年（昭和38年）廢除。苫小牧站－沼之端站間

### 廢除路段
貨物支線（1985年（昭和60年）3月14日廢除）
室蘭站－西室蘭站（1.4公里）

### 過去的接續路線
- 虻田站（現在的洞爺站）：洞爺湖電氣鐵道（日语：洞爺湖電気鉄道） - 1941年5月29日廢除
- 伊達紋別站：膽振線 - 1986年（昭和61年）11月1日廢除
- 登別站：登別溫泉軌道（日语：登別温泉軌道） - 1933年（昭和8年）9月1日廢除
- 苫小牧站：王子輕便鐵道（日语：王子軽便鉄道）（通稱山線） - 1951年（昭和26年）5月10日廢除
- 沼之端站：富內線（舊線） - 1943年（昭和18年）11月1日休止（實質廢止）
- 早來站：早來鐵道線（日语：あつまバス） - 1951年（昭和26年）3月27日廢除認可
- 栗山站：北海道炭礦汽船夕張鐵道線（日语：北海道炭礦汽船夕張鉄道線） - 1975年（昭和50年）4月1日廢除
- 志文站：萬字線 - 1985年（昭和60年）4月1日廢除
- 岩見澤站：幌內線 - 1987年（昭和62年）7月13日廢除

### 系統標示
1. ↑  1943年9月25日－1969年9月19日是信號場。
1969年9月20日－1987年3月31日是臨時乘降場。
2. ↑  1943年9月25日－1967年9月30日是信號場。
1967年10月1日－1987年3月31日是臨時乘降場。
然而，信號場時代也曾經上下客。
3. ↑  1944年10月1日－1949年9月14日是信號場。
1949年9月15日－1960年9月30日是臨時乘降場。
4. ↑  1945年8月1日－1948年6月30日是信號場(I)。
1948年7月1日－1964年8月29日是臨時乘降場。
1964年8月30日－1986年10月31日是信號場(II)。
1994年3月16日－現在是信號場(III)。
然而信號場(I)時代也曾經上下客。
5. ↑  1944年10月1日－1948年6月30日是伊達舟岡信號場。
1963年9月30日－1980年（月日不詳）是北舟岡信號場。
1980年（月日不詳）－1987年3月31日是北舟岡臨時乘降場。
6. 1 2  1944年10月1日－1953年7月14日是信號場。
1953年7月15日－1970年7月31日是一般站。
然而，信號場時代的1950年12月1日－1953年7月14日也曾經上下客。
7. ↑  1935年12月29日－1940年6月9日是停留場（簡易站）。
8. ↑  1905年6月21日－1922年5月31日是貨物站。
9. ↑  1892年8月1日－1897年6月30日是室蘭站(I)。
1897年7月1日－1928年9月9日是輪西站(I)。
10. ↑  1901年12月1日－1903年4月20日是停留場（簡易站）。
11. ↑  1907年12月25日－1909年10月14日是信號所。
1909年10月15日－1911年3月31日是貨物站。
12. ↑  1907年12月25日－1909年10月14日是信號所。
1909年10月15日－1917年5月31日是貨物站。
13. ↑  1917年6月1日－1922年3月31日是信號所。
1922年4月1日－1956年3月31日是信號場。
然而，信號場時代的1951年3月10日－1956年3月31日也曾經上下客。
14. 1 2  1943年9月25日－1946年3月31日是信號場。
15. ↑  1902年8月1日－1903年4月20日是貨物站。
16. ↑  1884年8月15日－1885年11月是
簡易停車場（flag station）。
17. ↑  與千歲線的分岔位於沼之端站，但所有列車都會直通至苫小牧方向

### 來源
1. 1 2  『停車場変遷大事典』 国鉄・JR
2. ↑  鎌倉淳. . 2021-01-03  [2022-09-04]. （原始内容存档于2021-02-06） （日语）.
3. ↑  『写真で見る北海道の鉄道』 上巻 国鉄・JR線 58-59頁
4. 1 2  『写真で見る北海道の鉄道』 上巻 国鉄・JR線 315頁
5. ↑  『写真で見る北海道の鉄道』 上巻 国鉄・JR線 60-61頁

### 報道發表資料
1. ↑   (PDF) (新闻稿). 北海道旅客鉄道. 2013-09-04  [2013-09-21]. （原始内容 (PDF)存档于2013-09-21）.
2. ↑   (PDF) (新闻稿). 北海道旅客鉄道. 2013-09-20  [2013-09-21]. （原始内容 (PDF)存档于2013-09-21）.
3. ↑   (PDF) (新闻稿). 北海道旅客鉄道. 2005-12-22  [2005-12-30]. （原始内容 (PDF)存档于2005-12-30） （日语）.

## 延伸閱讀

### 書籍
- 石野哲（編集長）. . JTBパブリッシング. 1998-09-19. ISBN 978-4-533-02980-6. ISBN 4-533-02980-9.
- 宮脇俊三（編著）. . JTBキャンブックス. JTBパブリッシング. 2000-01. ISBN 978-4-533-03376-6. ISBN 4-533-03376-8.
- 矢野直美（著）. . 北海道新聞社. 2001-08. ISBN 978-4-89453-161-1. ISBN 4-89453-161-5.
- 田中和夫（監修）. . 上巻 国鉄・JR線. 北海道新聞社（編集）. 2002-07-15: 58–61頁・311–319頁. ISBN 978-4-89453-220-5. ISBN 4-89453-220-4.
- 田中和夫（監修）. . 下巻 SL・青函連絡船他. 北海道新聞社（編集）. 2002-12-05. ISBN 978-4-89453-237-3. ISBN 4-89453-237-9.
- 今尾惠介（監修）. . 新潮「旅」ムック 1号・北海道. 新潮社. 2008-05-17. ISBN 978-4-10-790019-7. ISBN 4-10-790019-3.
- 今尾惠介・原武史（監修）. 日本鉄道旅行地図帳編集部（編集） , 编. . 新潮「旅」ムック 1号・北海道. 新潮社. 2010-05-18. ISBN 978-4-10-790035-7. ISBN 4-10-790035-5.

### 雜誌
- . 鉄道ピクトリアル (電気車研究会). 1995-08, 45 (第8号（1995年8月号・通巻609号）): 47–49. ISSN 0040-4047.
- JRガゼット (交通新聞社). 2009-10, (2009年10月号). ISSN 1343-5620. 缺少或|title=为空 (帮助)
- JR時刻表 (交通新聞社). 2015-06, (2015年6月号). 缺少或|title=为空 (帮助)